# Tebe (księżyc)
Tebe (Jowisz XIV) – księżyc Jowisza, odkryty przez S. Synnotta w 1979 r. na podstawie zdjęć wykonanych przez sondę Voyager 1.

## Nazwa
Nazwa księżyca pochodzi z mitologii greckiej. Tebe była nimfą uprowadzoną przez Zeusa (Jowisza). Od jej imienia pochodzi nazwa miasta Teby.

## Charakterystyka fizyczna
Tebe jest jednym z mniejszych księżyców Jowisza, jego średnicę ocenia się na około 96 km. Średnia gęstość tego ciała ma wartość około 1,45 g/cm3, a składa się przeważnie z lodu i krzemianów. Powierzchnia Tebe jest bardzo ciemna – jej albedo wynosi zaledwie 0,04. Z Ziemi można go zaobserwować jako obiekt o jasności wizualnej co najwyżej 17 magnitudo.
Największy krater na powierzchni Tebe otrzymał w 2000 roku nazwę Zethus.
Satelita należy do grupy Amaltei wewnętrznych księżyców regularnych planety. Jego orbita przebiega wzdłuż zewnętrznej granicy słabego pierścienia ażurowego Tebe.